# Sismos de Herate de 2023
Os sismos de Herate de 2023 ocorreram quando quatro sismos, todos de magnitude 6,3, atingiram Herate, Afeganistão, no início de outubro de 2023. Os primeiros dois sismos ocorreram em 7 de outubro às 11h11 e às 11h42, horários locais, perto da cidade de Herate, e foram seguidos por diversas réplicas. Em 11 e 15 de outubro, outros dois sismos de magnitude 6,3 atingiram a mesma área. Pelo menos 1 480 pessoas morreram, 1 950 ficaram feridas, 27 150 foram afetadas e 114 mil necessitaram de ajuda humanitária devido aos dois primeiros sismos de 7 de outubro, enquanto os sismos de 11 e 15 de outubro causaram pelo menos sete mortes e mais de 330 feridos.
Os sismos atingiram o Afeganistão durante uma crise humanitária em curso após a tomada do poder pelo Talibã em 2021, e os grupos de ajuda existentes enfrentavam falta de fundos antes da catástrofe. Algumas agências de ajuda, incluindo a UNICEF e a Cruz Vermelha, apelaram a doações em resposta aos sismos. Muitas organizações internacionais e países participaram nos esforços de busca e salvamento. Os hospitais ficaram sobrecarregados com o número de feridos e com a falta de equipamento adequado. Milhares adicionais ficaram desabrigados quando o país entrou no inverno.

## Configuração tectônica

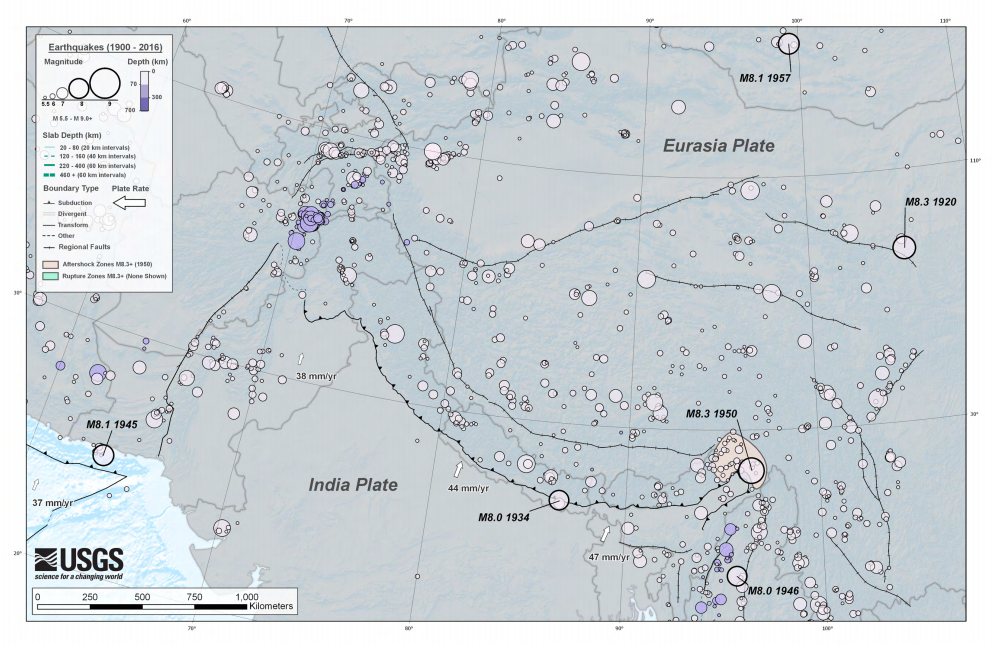
Mapa dos limites da placa tectônica da região da Ásia Meridional

O Afeganistão está situado na ampla e complexa zona de colisão entre as placas arábica, indiana e eurasiática. a parte ocidental do país é subdividida na Plataforma Norte Afegã ao norte e uma série de terrenos acretados ao sul. A Plataforma Norte Afegã permaneceu relativamente estável tectonicamente desde a orogenia hercínica durante o Paleozoico Superior, quando se tornou parte da Eurásia. Ao sul existe uma colagem de fragmentos continentais e arcos magmáticos que foram progressivamente acrescidos, particularmente no período Mesozoico. A fronteira entre essas duas áreas da crosta é a principal falha lateral direita de Harirud (ou Herate), que é muito menos sismicamente ativa do que a falha de Chaman que atravessa o leste do país. Ao norte da falha de Harirud, a falha Band-e do Turquestão quase paralela mostra sinais de atividade recente, também no sentido lateral direito.
A sismicidade do Afeganistão é atribuída às complexas e ativas interações tectônicas entre as placas árabe, eurasiática e indiana. Num raio de 250 km dos epicentros dos sismos de 7 de outubro, ocorreram sete sismos de magnitude 6,0 ou superior com epicentros no Irã. Estes incluem um sismo de magnitude 7,3 em maio de 1997 e um sismo de magnitude 7,1 em 1979. Em junho de 2022, o leste do Afeganistão foi afetado por um sismo que matou mais de mil pessoas.

## Sismos
O primeiro sismo, com magnitude de 6,3, ocorreu às 11h11, hora local (06h41 UTC). Uma réplica de magnitude 5,5 ocorreu oito minutos depois. Outro sismo de magnitude 6,3 ocorreu às 11h42, hora local (07h12 UTC), seguido por uma réplica de magnitude 5,9. Ambos os sismos e a réplica de magnitude 5,9 tiveram uma intensidade máxima de Mercalli Modificada de VIII (Ruinoso). Em 11 de outubro, o terceiro sismo de magnitude 6,3 ocorreu na mesma área e outro evento da mesma magnitude ocorreu em 15 de outubro. O Serviço Geológico dos Estados Unidos disse que todos os quatro sismos foram o resultado de cavalgamentos superficiais. A solução do plano de falha indica uma fonte de ruptura atingindo leste-oeste com um mergulho norte ou sul.
Segundo os sismólogos, esses sismos tiveram epicentros entre a falha de Siakhubulak, no norte, e a falha de Herate, no sul. De acordo com dados de satélite do Sentinel-1A, uma área medindo 30 km por 15 km e estendendo-se de leste a oeste ao redor do local desses sismos foi elevada. Entretanto, o satélite detectou subsidência em uma pequena área a leste da zona elevada. Os sismólogos acrescentaram que a deformação do solo foi difusa e inferiram que os sismos estavam associados a um cavalgamento. A falha responsável é provavelmente uma estrutura localizada entre as falhas de Herate e Siakhubulak.
O Instituto Nacional de Geofísica e Vulcanologia da Itália divulgou dois possíveis modelos de falhas finitas para o segundo grande sismo. Em ambos os modelos não ocorreu deslizamento na profundidade superior do modelo. O primeiro modelo é uma falha de impulso marcante com inclinação leste-sudeste-oeste-noroeste. O mecanismo de ruptura foi uma falha reversa com um pequeno componente lateral direito, iniciando a uma profundidade de 5,0 km. Neste modelo, o deslizamento máximo foi de 2,2 metros a 4,8 km de profundidade e imediatamente a leste do hipocentro. Deslizamentos de 1 metro ou mais foram observados a leste e oeste do hipocentro, embora o maior deslizamento (+2 metros) tenha sido observado para o leste.
Neste último modelo, a falha mergulha para sul e atinge leste-oeste. A profundidade focal é inferida como sendo de 5,8 km; a zona de deslizamento máximo está localizada a leste do hipocentro, onde atingiu o pico de 2,8 metros. No geral, imediatamente a leste e a oeste do hipocentro, o deslizamento foi de cerca de 2 m, embora os valores maiores tenham sido observados mais longe.

## Impacto

### Sismos de 7 de outubro
A Organização Mundial da Saúde relatou 1 480 mortes até 16 de outubro, enquanto as autoridades talibãs afirmaram que cerca de 1 000 tenham morrido. O Talibã reviu o número de mortos em 11 de outubro em relação à estimativa anterior de pelo menos 2 700. Acrescentaram que surgiu confusão porque os grupos de resgate contaram duas vezes e houve problemas de coordenação. A Organização Mundial da Saúde disse que 90 por cento das vítimas foram mulheres e crianças que morreram em suas casas quando desabaram. Na altura dos sismos, a maioria dos homens estavam fora de casa, acrescentou a organização. A Organização Mundial da Saúde registou 1 950 feridos, enquanto o Talibã forneceu uma estimativa de 2 400 pessoas feridas.
As Nações Unidas também estimaram 27 150 pessoas afetadas e 114 mil pessoas necessitadas de ajuda. Entre as aldeias afetadas estavam Mahal Wadakah, onde 20 pessoas morreram, Dasht Hows, Bahadorzai e Zoryan. As comunicações telefônicas também foram perdidas. Além da destruição na província de Herate, casas desabadas e feridos também foram relatados nas províncias vizinhas de Badghis e Farah.
Pelo menos 4 642 casas foram destruídas, enquanto outras 613, bem como 21 300 edifícios, sofreram níveis variados de danos. Vinte e uma unidades de saúde e 21 escolas também foram afetadas. As casas construídas com barro constituíram os assentamentos mais atingidos; um residente de uma das áreas afetadas disse que muitas casas desabaram durante o primeiro sismo. Um funcionário que representa a Autoridade Nacional de Gestão de Desastres disse que em várias aldeias com uma população de mil habitantes, apenas 100 das cerca de 300 casas permaneceram intactas.
Mais de 15 aldeias foram destruídas, outras três foram gravemente danificadas e 38 foram moderadamente afetadas. A aldeia de Nayeb Rafi foi completamente arrasada e quase 80 por cento de sua população morreu. Em Siah Aab, distrito de Zinda Jan, 300 habitantes morreram. No distrito de Kushk, mais de 200 casas foram danificadas ou parcialmente destruídas. Famílias inteiras, incluindo algumas com 30 membros, teriam ficado presas sob os escombros. Na aldeia de Sarboland, dezenas de casas foram destruídas e um residente disse que pelo menos 30 pessoas morreram. Foi relatado que até 170 pessoas morreram na aldeia de Kashkak. Centenas de pessoas permaneceram presas sob as ruínas desabadas, disse um funcionário do governo em 8 de outubro.
Os minaretes da era medieval em Herate também sofreram danos. Rebocos das paredes caíram enquanto partes de edifícios desabaram na cidade. No Irã, uma pessoa em Torbat-e Jam ficou ferida e ocorreram pequenos danos nas casas em Taybad.

### Sismos de 11 e 15 de outubro
O sismo de 11 de outubro matou três pessoas e feriu pelo menos 169. Dos feridos, 153 estavam em Herate, 13 eram de Badghis e três eram das províncias de Farah. Muitas pessoas viviam ao ar livre por causa dos danos causados às casas pelos dois primeiros sismos, quando o terceiro sismo ocorreu no início da manhã. O gabinete do governador em Herate disse que vários distritos vizinhos que foram gravemente afectados por sismos anteriores sofreram "enormes perdas" após o evento de 11 de outubro. Este sismo destruiu 700 casas na aldeia de Chahak. A rodovia Herate-Torghundi foi bloqueada por um deslizamento de terra. Em Herate, os danos foram limitados; tijolos do Castelo Akhtaruddin ruíram e partes de suas paredes fraturaram; vários minaretes também ruíram.Partes do telhado da Grande Mesquita de Herate caíram e espalharam destroços no chão; a Cidadela de Herate também foi danificada.
O sismo de 15 de outubro causou quatro mortes, 160 feridos e danos adicionais nos distritos orientais da cidade de Herate. Várias aldeias foram completamente destruídas, e ocorreram cortes de energia na maior parte da província de Herate. Duas pessoas também ficaram feridas em Torbat-e Jam, no Irã.

## Busca e salvamento

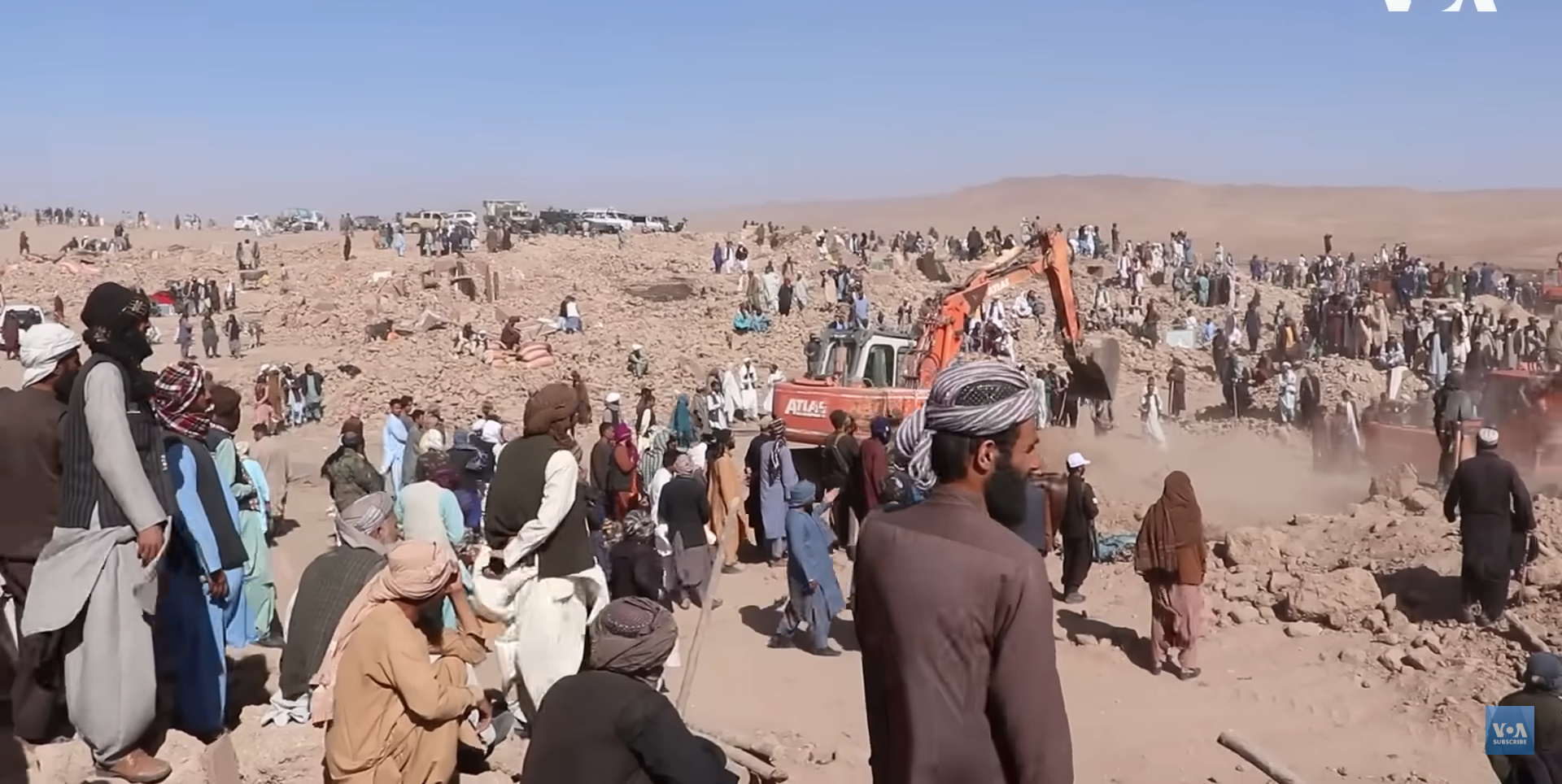
Esforços de resgate em uma vila devastada na província de Herate

Os sismos ocorreram em uma altura em que a região lutava para lidar com múltiplas crises, como o deslocamento causado por décadas de guerra, uma seca que durou anos e uma enorme redução na ajuda externa desde a tomada do poder pelo Talibã em 2021.
A Organização Mundial da Saúde enviou 12 ambulâncias para o distrito de Zinda Jan para transportar as vítimas para os hospitais. As Nações Unidas enviaram quatro ambulâncias transportando médicos e conselheiros de apoio psicossocial para um hospital. A Associated Press informou em 9 de outubro que se esperava que três equipas móveis de saúde estivessem no distrito de Zinda Jan. Cinco tendas médicas projetadas para atender 80 pacientes foram estabelecidas pelos Médicos sem Fronteiras no Hospital Regional de Herate. Sete equipes da Sociedade do Crescente Vermelho Afegão estiveram envolvidas nos esforços de resgate, enquanto se esperava que mais equipes chegassem de outras oito províncias. Um porta-voz da organização disse que as pessoas que ficaram desabrigadas residiam em um abrigo temporário. A organização também forneceu lonas, recipientes para armazenamento de água, utensílios de cozinha, cobertores e muitos outros itens essenciais. A UNICEF despachou 10 mil kits de higiene, 5 mil kits familiares, 1 500 conjuntos de roupas e cobertores de inverno, mil lonas e utensílios domésticos básicos para a área.
O diretor nacional da Visão Mundial Afeganistão disse em 9 de outubro que "a situação é pior do que imaginávamos", acrescentando que as pessoas ainda tentavam resgatar com pás e com as próprias mãos os sobreviventes sob os escombros. A interrupção das comunicações e as estradas bloqueadas dificultaram as missões de resgate. Um porta-voz da polícia afegã disse em 8 de outubro que as pessoas afetadas precisavam de comida e abrigo. Pessoas das organizações militares e sem fins lucrativos, como o Crescente Vermelho, também participou em missões de resgate. O Programa Alimentar Mundial disse que os seus trabalhadores estavam a distribuir pacotes de alimentos. Foram preparados pacotes de alimentos para 20 mil pessoas; cada pacote é suficiente para sustentar uma família de sete pessoas durante um mês. A organização também se preparava para fornecer apoio alimentar a até 70 mil pessoas. O atleta Rashid Khan prometeu suas taxas da Copa do Mundo de Críquete para ajudar as vítimas do sismo e anunciou que uma campanha de arrecadação de fundos seria criada.
Abdul Ghani Baradar, vice-primeiro-ministro talibã para os assuntos económicos, expressou as suas condolências às vítimas do sismo. O Talibã apelou publicamente por ajuda. Em uma conferência de imprensa em 8 de outubro, o Talibã disse que era necessário todo o apoio de organizações internacionais e internas. Um funcionário do departamento provincial de saúde disse que mais de 200 corpos foram transportados para hospitais e muitos dos mortos eram mulheres e crianças. O principal hospital de Herate preparou-se para o grande fluxo de vítimas alinhando camas no exterior. No Hospital de Herate, um profissional de saúde disse que vans transportando corpos chegavam a cada minuto. Muitos profissionais de saúde do hospital ficaram impressionados com o número de feridos e o necrotério transbordou. O gabinete do governador talibã em Candaar disse que 10 equipes, incluindo 37 médicos e enfermeiros, foram enviadas para a província de Herate. O diretor de saúde pública de Candaar disse que as equipes também transportavam 2 toneladas de medicamentos.
Até 10 de outubro, aproximadamente 72 horas após os dois primeiros sismos, os esforços de resgate diminuíram. No entanto, as equipas de busca e salvamento voltaram a estar ativas após o terceiro sismo, em 11 de outubro. As equipes de saúde transferiram vários feridos para um hospital. De acordo com o Crescente Vermelho Afegão, em 12 de outubro, os esforços de busca e salvamento foram concluídos em 98%. Contudo, na área afetada, 32 grupos de saúde e resgate permaneceriam na área. Não houve anúncios do Talibã sobre o encerramento oficial de todos os esforços de resgate. Após o sismo de 15 de outubro, três equipas de avaliação de danos foram enviadas pelo Irã para as províncias de Razavi e Sul. O Irã também enviou uma equipa de avaliação de danos para Torbat-e-Jam.

## Consequências e recuperação
Funerais em massa foram realizados nas aldeias afetadas. Trezentas pessoas realizaram um funeral e enterro em massa em Siah Ab. Mais de 35 equipes de resgate de organizações militares e sem fins lucrativos foram mobilizadas. Em 13 de outubro, o Supremo Tribunal do Afeganistão ordenou a libertação de 473 prisioneiros de uma prisão na província de Herate devido a receios de que esta pudesse ruir após terem sido encontradas fissuras nas suas paredes durante uma inspecção de danos de dois dias. Todos os prisioneiros foram libertados no mesmo dia por motivos de compaixão e porque cumpriram a maior parte da pena.
Cerca de 2 100 pessoas deslocadas fugiram para Herate. Pessoas com parentes ou casas em outras províncias evacuaram Herate após o sismo de 15 de outubro. Devido às réplicas, muitos sobreviventes não dormiram em suas casas. A Organização Mundial da Saúde disse que estas réplicas deixaram os sobreviventes "num estado persistente de ansiedade e medo". Muitas casas, escritórios e mesquitas foram abandonados porque os residentes viviam em tendas temporárias. Muitas pessoas traumatizadas e ansiosas procuraram hospitais em busca de assistência. O Diretor-Geral da Organização Mundial da Saúde, Tedros Adhanom Ghebreyesus, disse que a província de Herate se tornou uma "cidade de tendas", à medida que as pessoas se refugiavam sob tendas em parques e espaços abertos.
Muitos hospitais em Herate ficaram sobrecarregados de pacientes. No Hospital Regional de Herate, havia equipes de apoio da Médicos sem Fronteiras. Embora a maioria dos pacientes não apresentasse lesões potencialmente fatais, muitos permaneceram no hospital porque suas casas eram inabitáveis. O Afeganistão também estava entrando na temporada de inverno, enquanto milhares de pessoas permaneciam desabrigadas apesar do frio. Os Médicos sem Fronteiras afirmaram que mais de 340 pessoas tiveram alta hospitalar, mas recusaram-se a sair porque não tinham casa. Até 12 de outubro, a Organização Mundial de Saúde tinha tratado mais de 5 600 pessoas; muitos eram do distrito de Zendeh Jan. Fortes ventos ocorreram em todo o país a partir de 12 de outubro, danificando tendas e ferindo mais pessoas.
Abdul Ghani Baradar, vice-primeiro-ministro dos Assuntos Económicos do Afeganistão, visitou a área afetada e reuniu-se com habitantes locais, autoridades e profissionais de saúde. Durante a visita, ele também anunciou que o Talibã construiria novas casas para os sobreviventes. Os Talibã anunciou que planeiam fornecer alojamento aos sobreviventes antes do inverno.